# Eva Könnemann
Eva Könnemann (* 7. Oktober 1973 in Frankfurt am Main) ist eine deutsche Videokünstlerin und Filmemacherin, die sich in ihren Arbeiten zwischen Dokumentation und Fiktion bewegt.

## Biografie
Sie studierte in den Jahren von 1993 bis 1999 Film und Medien an der Filmakademie Baden-Württemberg und schloss mit dem Diplom im Bereich digitaler Bildgestaltung ab. Im Jahr 2001 absolvierte sie ein Regiepraktikum bei Olivier Assayas in Paris. Sie war dabei in die Entstehung des Films Demonlover eingebunden. Das Praktikum wurde durch ein Stipendium vom Europäischen Institut für Kinofilm Karlsruhe EIKK ermöglicht. Im Jahr 2002 erhielt sie ein Artist-in-Residence-Stipendium des deutsch-französischen Kulturrates in der Galerie Videochroniques in Marseille. Im Rahmen eines Stipendiums der Kulturstiftung der Länder 2004 lebte und arbeitete sie an der Cité Internationale des Arts Paris. Sie erhielt 2006 eine Förderung für Berliner Filmemacherinnen der Berliner Senatsverwaltung für Wissenschaft, Forschung und Kultur. In den Jahren 2011 bis 2013 wurde sie durch Arbeitsstipendien der Graduiertenschule für die Künste und Wissenschaften der Universität der Künste Berlin und der Kulturbehörde Hamburg gefördert.
Die Kurz- und Langfilme von Eva Könnemann wurden in zahlreichen Screenings und Gruppenausstellungen, wie dem Kunstverein München, dem Museum für Gegenwartskunst in Basel und dem Neuen Berliner Kunstverein sowie am Museum Moderner Kunst Stiftung Ludwig Wien und am VOX, centre de l'image contemporaine in Montreal gezeigt.
In mehreren ihrer Filme schafft sie eine fiktive Ausgangssituation, die sie danach der Eigendynamik überlässt. Die Handlungen werden dann dokumentarisch erfasst. In Zusammenarbeit mit Kunststudenten initiierte sie das Filmprojekt Material Beton, um kollektive Autorenschaft und damit die Abkehr vom schöpferischen Individuum auszuprobieren und zu untersuchen.
Bereits ihr Film Null-Eins wurde beim Europäischen Medienkunst Festival in Osnabrück mit dem Preis der deutschen Filmkritik in der Sparte Experimentalfilm ausgezeichnet. Der Beitrag Die Tragöden aus der Stadt (2008) wurde als Bester Deutscher Beitrag im Wettbewerb auf den Internationalen Kurzfilmtagen Oberhausen ausgezeichnet. Für ihren Dokumentarfilm Das offenbare Geheimnis erhielt Eva Könnemann den Zonta-Preis bei den Internationalen Kurzfilmtagen Oberhausen sowie eine goldene Lola beim Deutschen Kurzfilmpreis 2015. Mit Welt an Bord war sie auf den Internationalen Filmfestspielen Berlin 2019 und mit That’s All from Me auf den Internationalen Filmfestspielen Berlin 2024 jeweils in der Sektion Berlinale Shorts vertreten.

## Filmografie
- 1995: Null – Eins (Regie)
- 1996: In echt (Regie)
- 2002: Immer wenn es schneit (Regie, Drehbuch)
- 2003: Light Boy, Kurzfilm (Regie, Drehbuch, Kamera, Schnitt)
- 2005: Wo meine Linie deine trifft (Regie, Drehbuch, Kamera, Schnitt)
- 2006: With You, Kurzfilm (Regie, Drehbuch, Kamera, Schnitt)
- 2008: Die Tragöden aus der Stadt (The Tragedians of the City), Kurzfilm (Regie, Drehbuch, Kamera, Schnitt)
- 2010: Ensemble (Regie, Drehbuch, Schnitt)[12]
- 2013: Material Beton (Concrete Matters), Co-Regie: Katja Lell, Babak Behrouz, Nick Koppenhagen, Marco Kunz, Laura Nitsch
- 2015: Das offenbare Geheimnis (An Apparent Secret), Kurzfilm (Regie, Drehbuch, Kamera, Schnitt, Produzentin)
- 2019: Welt an Bord (World on Board), Kurzfilm (Regie, Drehbuch, Kamera, Schnitt, Ton-Design, Produzentin)
- 2024: That’s All from Me, Kurzfilm (Regie, Drehbuch, Kamera, Schnitt, Ton, Produzentin)

## Ausstellungen (Auswahl)
- 1999: Video Virtuale-Foto Fictionale, Museum Ludwig, Köln
- 2002: Winter im MQ, MuseumsQuartier, Wien
- 2004: Deconstruct me, I’m an artist, Deutscher Künstlerbund, Berlin
- 2004: Believe it or not, Künstlerhaus Bethanien, Berlin
- 2005: Expanding Video, Galerie Olaf Stüber, Berlin, sowie Galerie für Landschaftskunst, Hamburg
- 2005: Vom Verschwinden, HKM Medienkunstverein Dortmund
- 2006: Transformer, Galerie Les Complices, Zürich
- 2007: Who-Insert 1, Kunstverein in Hamburg
- 2007: Okkult, Galerie der Gegenwart, Hamburger Kunsthalle
- 2008: Mobile Archive, Halle für Kunst Lüneburg
- 2011: The Art Show, Künstlerhaus Worpswede
- 2011: Group Affinity, Kunstverein München
- 2012: Elaine, Museum für Gegenwartskunst Basel
- 2013: Proben aufs Exempel, Museum Moderner Kunst Stiftung Ludwig Wien (Mumok Wien)
- 2014: Aporien des Wir – Das Gesamtkunstwerk, D21 Kunstraum Leipzig
- 2014: Golden Arbeit – M1 Arthur Boskamp Stiftung Hohenlockstedt
- 2015: History is a Warm Gun, Neuer Berliner Kunstverein (n.b.k Berlin)